# Gymnosporia dongfangensis
Gymnosporia dongfangensis är en benvedsväxtart som först beskrevs av F.W.Xing och X.S.Qin, och fick sitt nu gällande namn av M.P.Simmons. Gymnosporia dongfangensis ingår i släktet Gymnosporia och familjen Celastraceae. Inga underarter finns listade.